# 다양체

원은 모든 점에 대해서 국소적으로 직선과 같은 구조를 가지고 있다. 따라서, 원은 1차원 다양체이다.

위상수학과 기하학에서 다양체(多樣體, 영어: manifold 매니폴드[*])는 국소적으로 유클리드 공간과 닮은 위상 공간이다. 즉, 국소적으로는 유클리드 공간과 구별할 수 없으나, 대역적으로 독특한 위상수학적 구조를 가질 수 있다.

## 정의
음이 아닌 정수 {\displaystyle n\in \mathbb {N} }에 대하여, {\displaystyle n}차원 국소 유클리드 공간(局所Euclid空間, 영어: locally Euclidean space) {\displaystyle X}는 다음 성질을 만족시키는 위상 공간이다.
- 임의의 점 {\displaystyle x\in X}에 대하여, {\displaystyle \mathbb {R} ^{n}}과 위상동형인 근방 {\displaystyle N\ni x}이 존재한다.

하우스도르프 국소 유클리드 공간 {\displaystyle X}에 대하여 다음 네 조건이 서로 동치이며, 이를 만족시키는 하우스도르프 국소 유클리드 공간을 다양체라고 한다.
- {\displaystyle X}는 파라콤팩트 공간이다.
- {\displaystyle X}는 거리화 가능 공간이다.
- {\displaystyle X}의 각 연결 성분은 제2 가산 공간이다.
- {\displaystyle X}의 각 연결 성분은 시그마 콤팩트 공간이다.

## 성질
만약 어떤 위상 공간 {\displaystyle X}가 {\displaystyle m}차원 다양체이자 {\displaystyle n}차원 다양체이며, {\displaystyle m\neq n}이라면 {\displaystyle X}는 공집합이다.
모든 국소 유클리드 공간은 다음 성질을 만족시킨다.
- 국소 콤팩트 공간이다.
- 제1 가산 공간이다.
- 국소 연결 공간이다.

모든 하우스도르프 국소 유클리드 공간은 다음 성질을 만족시킨다.
- 티호노프 공간이다.

모든 콤팩트 하우스도르프 국소 유클리드 공간은 다양체이다.
국소 유클리드 공간 {\displaystyle M}에 대하여, 다음 조건들이 서로 동치이다.:Theorem 3
- {\displaystyle M}은 시그마 콤팩트 공간이다.
- {\displaystyle M}은 제2 가산 공간이다.
- {\displaystyle M}은 린델뢰프 공간이다.

모든 제2 가산 다양체는 다음 성질을 만족시킨다.:Theorem 3
- 분해 가능 공간이다.

모든 파라콤팩트 분해 가능 국소 유클리드 공간은 다음 성질들을 만족시킨다.:Theorem 8
- 시그마 콤팩트 공간이다.
- 린델뢰프 공간이다.
- 제2 가산 공간이다.

## 낮은 차원의 다양체의 분류
위상 공간 {\displaystyle X}에 대하여, 다음 두 조건이 서로 동치이다.
- {\displaystyle X}는 이산 공간이다.
- {\displaystyle X}는 0차원 다양체이다.

위상 공간 {\displaystyle X}에 대하여, 다음 두 조건이 서로 동치이다.
- {\displaystyle X}의 모든 연결 성분은 원 {\displaystyle S^{1}} 또는 실수선 {\displaystyle \mathbb {R} }와 위상동형이다.
- {\displaystyle X}는 1차원 다양체이다.

## 예
다양체의 대표적인 예로는 다음을 들 수 있다.
- 유클리드 공간 {\displaystyle \mathbb {R} ^{n}}
- 초구 {\displaystyle S^{n}}
- 열린 공 {\displaystyle B^{n}=\{v\in \mathbb {R} ^{n}\colon |\|v\|<1\}}
- 실수 사영 공간 {\displaystyle \mathbb {RP} ^{n}}
- 이산 공간
- 공집합

다양체가 아닌 국소 유클리드 공간으로는 다음을 들 수 있다.
- 긴 직선(영어: long line)은 연결 하우스도르프 국소 유클리드 공간이지만, 파라콤팩트 공간이 아니다.
- 두 개의 원점을 갖는 직선(영어: line with doubled origin): {\displaystyle \mathbb {R} \times \{0,1\}}에, 다음과 같은 동치 관계를 주자.{\displaystyle (r,0)\sim (r,1)\forall r\neq 0}이에 대한 몫공간은 연결 제2 가산 국소 유클리드 공간이지만, 하우스도르프 공간이 아니다.

비가산 개의 연결 성분을 갖는 다양체는 (정의에 따라 파라콤팩트 공간이지만) 제2 가산 공간이 아니다. 보다 일반적으로, 다양체에 대하여 제2 가산 공간인 것은 가산 개의 연결 성분을 갖는 것과 동치이다.

## 참고 문헌
1. ↑  Spivak, M. 《A Comprehensive Introduction to Differential Geometry, vol. I》 (영어).
2. ↑  Gauld, David (2009년 10월). “Metrisability of manifolds” (영어). arXiv:0910.0885. Bibcode:2009arXiv0910.0885G.
3. 1 2 3  Gauld, D. B. (1974년 6월). “Topological properties of manifolds”. 《The American Mathematical Monthly》 (영어) 81 (6). JSTOR 2319220.

- Kanakoglou, Konstantinos (2012년 4월). “The notion of abstract manifold: a pedagogical approach” (영어). arXiv:1204.2191. Bibcode:2012arXiv1204.2191K.

## 같이 보기
- 매끄러운 다양체
- 조각적 선형 다양체
- 리만 다양체